# Вільшаниця (Яворівський район)
Вільша́ниця — колишнє село в Яворівському районі Львівської області. 19 вересня 1989 року виконавчий комітет Львівської обласної ради народних депутатів своїм рішенням зняв з обліку с. Вільшаниця.

## Історія
Час заснування села чи першої згадки про нього невідомий. Під час розкопок у 1970 роках на території села виявлено сліди стоянок первісних людей середньої кам'яної доби, мезоліту — ІХ—VI ст до Р. X.
В архівних довідниках XIX століття село описувалось так:
|  | Вільшаниця — село в Яворівськім повіті, 5 км на захід від садиби повітової та пошти в Яворові. На півночі знаходяться села Залужжя, Цетуля і Новий Яжів, на сході — село Шкло, на півдні — Брухналь і Чолгині, на заході — Яворів. У північній частині села протікає річка Шкло, яка тече з Цетулі і створює на межі цього села широкий став, так званий «Верхстав», витікаючи з якого на захід досягає аж до межі Яворова, та впадає у став яворівський. Перед цим ставом у річку Шкло впадає притока Гноєнець, яка тече з боку Брухналя. Сільська забудова знаходиться над Верхставом, у долині Гноєнця і на схід від центру, утворюючи присілки Гноєнець, Кирничка, Налісся, Мурини, Шоти, Штури, Окілки, Толока. |

За часів Речі Посполитої Вільшаниця перебувала у власності короля. У 1456 році польський король Казимир Ягеллончик заставив Вільшаницю разом з іншими селами та Яворовом кастеляну познанському Пьотрові Шамотульському за борг у 1300 гривень та 1650 злотих мадярських (A.G.Z., T. II, st. 151 та Archiwum Bernardynski we Lwowie, O.t. 385, st. 183).

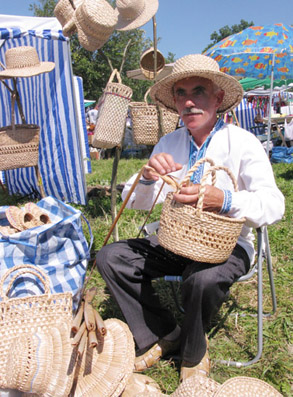
Народний майстер із рогозоплетіння Володимир Мурин, уродженець Вільшаниці

За архівними записами (перепис 1665 року) мешканці Вільшаниці займались землеробством, вівчарством, бджолярством, у селі було три корчми.
Станом на 1822 рік у селі був млин (американський), у Верхставі розводили рибу — коропів, щук та інших риб. У 1880 році в селі та присілках налічувалось 1240 мешканців. Станом на 1 січня 1939 року в селі проживало 2020 жителів, з яких 1930 українців, 50 латинників, 30 євреїв.

Після Другої світової війни село перебувало в підпорядкуванні Залузької сільської ради. 

Меморіальна дошка на Народному домі в м. Яворів на вшанування пам'яті страчених юних борців за волю України Михайла Вархоляка та Гната Саса (уродженець с. Вільшаниця)

Здавна Вільшаниця була особливим селом. Мала інакшу, ніж сусіди-яворівчани, говірку, вимову. Такого ґрунту навколо теж було не знайти — «щирий пісок». Звісно, така земля не дарувала місцевим мешканцям рясних і щедрих врожаїв. Тому, мабуть, і шукали себе в рукомислі, народних промислах. Село було в районі центром народних ремесел із плетіння з рогози. Не знайти було в селі хати, де б довгими зимовими ночами не палахкотів вогник свічки, гасової лампи, а відтак не горіла електролампочка. Під їхнє світло люди творили з боднару та шавару (так тут називали різновиди рогози) чудові вироби. Вільшаницькі вироби з'являлися не лише на базарах, вулицях Львова, а й багатьох українських міст. Про них знали і в західних країнах, і в багатьох тодішніх радянських республіках. І тепер його колишні мешканці виплітають з рогози гарні пантофлі, кошики, брилі, інші вироби.
6 січня 1945 року біля Народного дому в м. Яворів привселюдно радянська влада на шибениці стратила двох молодих вояків Української повстанської армії — мешканця с. Вільшаниця Гната Саса та Михайла Вархоляка із с. Новосілки. 1993 року на їх честь на Народному домі в райцентрі урочисто відкрили меморіальну дошку.

### Переселення
На початку 1960-х років на території Вільшаниці та присілків були виявлені величезні поклади самородної сірки. Було розпочате експериментальне видобування цієї копалини відкритим способом. У 1969 році створене підприємство «Сірка», яке проводило видобуток сірки до 1990–х років. З метою розробки родовища в цей період часу владою було розпочате масштабне переселення мешканців Вільшаниці та навколишніх хуторів Тараньки, Зозулі, Шоти, Баджеги, Велика та Мала Толоки, Гноєнець, Загрушка у смт. Шкло та інші населені пункти. Багато вільшаничан стали також новими жителями міст Новояворівськ та Яворів. Восьмирічну школу в селі закрили назавжди 1976 року. Тривалими роками директором цього навчального закладу був Володимир Ілліч Мазовіта. У 1970-х роках місцевих дітей навчали, зокрема, такі вчителі, як Стефанія Іванівна Мазовіта, Марія Василівна Мурин, Валентина Павлівна Бересток, Марія Михайлівна Дученко, Іванна Іванівна Кенцало, Наталія Іванівна Чопик. У 1980-х роках Вільшаницю залишили останні її мешканці. Внаслідок діяльності підприємства територія села Вільшаниця частково була поглинута кар'єром. Рішенням Виконавчого комітету Львівської обласної Ради народних депутатів від 19 вересня 1989 року внесено зміни в адміністративно-територіальний устрій окремих районів, зокрема в Яворівському районі знято з обліку села Вільшаниця і Мурини Залузької сільради, а відтак село перестало існувати офіційно.

### Сьогодення
Протягом 2002-2006 років у рамках рекреаційних заходів сірчаний кар'єр, викопаний на східній частині села, заповнювали водою, внаслідок чого утворилось так зване Яворівське море — найбільше в Україні штучне озеро. Тепер тут зона відпочинку.
На щастя, не вся територія колишнього великого села опинилася під водою. На тій частині Вільшаниці, що прилягала до меж м. Яворів, нині росте очерет, чагарники. Але корінні мешканці села ще можуть впізнати чи пройтися такими урочищами, як-от: Випрівки, Вигін, Буковина, Кунчарка, Чиноватина, Щирбова Яма, Цегольня, Загір'я, Осичина, За цегольнею, Підлози, Крем'янка, Підстав… Ще залишилися руїни виробничих приміщень колишнього цеху очистки дренажних вод гірничого комбінату, бовваніє «довгобуд» дев'ятиповерхового будинку.

## Дерев'яний храм
У селі була церква Святого Великомученика Юрія, збудована в 1540 році і реконструйована 1715 року. У 1796 році церкву перенесено на мурований фундамент. Великий вівтар святого Онуфрія перенесено туди з розібраної в 1795 році церкви, яка колись була в Ліску Яворівському, присілку Черниляви. До інтер'єру церкви входили давні ікони — роботи майстрів львівської школи малярства, зокрема «Преображення», написана у XIV (за іншими джерелами — у XVI) столітті, та «Святий Миколай з житієм». У 1938 [Архівовано 22 квітня 2016 у Wayback Machine.] році храм відремонтували, про що свідчив напис на таблиці, встановленій на північній стіні бабинця в інтер'єрі:
|  | «Церква будована 1715 р. Ремонтована та мальована 1938 р. Ремонтував: Григорій Ромаха з Вільшаниці. Малював: Василь Мурин, маляр із Залужжя. Ремонт і мальовання переведено старанням: Всч. о. Евгена Ломницького, пароха, Николая Касіяна, Михайла Барана, комітетових церкви, жертвами парохіян». |

Отець Євген Ломницький був невтомним громадським активістом, підтримував у селі українське життя. Сам очолював, зокрема, філію Товариства «Сільський господар». У час його праці у Вільшаниці активно діяли українські громадсько-патріотичні організації та товариства, серед яких «Просвіта», «Луг», «Сокіл». О. Євген Ломницький був останнім парохом села. З приходом радянської влади храм закрили.
Ікони «Преображення» та «Святий Миколай з житієм» зараз зберігаються у фондах Національного музею у Львові ім. Андрея Шептицького і регулярно виставляються.
Хоча вільшаничани у свята та в неділі збиралися до церкви та самі відправляли Богослужіння, кожної п'ятниці у Великий піст провадили Хресну дорогу, часто таємно привозили священиків Української греко-католицької церкви, яка тоді діяла в підпіллі.
Певна річ, після переселення 1960-1980 рр. вільшаничан в інші населені пункти Яворівщини церква стала занепадати. Щоби зберегти  від руйнації церкву Святого Юрія, колишні мешканці села перенесли її у Новояворівськ, а інтер'єр храму — у церкву селища Шкло. Роботи з перенесення церкви завершили 1996 року.

## Цвинтар
Цвинтар був розміщений у кількастах метрах від церкви у центрі села. На вході до вічного спочинку односельці викували та вивісили знак з філософським текстом: «Я був тим, чим ти є. Ти будеш тим, чим я є». Прикметно, що на цьому цвинтарі хоронили не лише тих, хто мешкав у Вільшаниці, а й у с. Ліс, Велика та Мала Толоки, Гноєнець, Шоти, на навколишніх хуторах.
Уперше спокій померлих тут порушили на початку 1970-х років, коли розробляючи сірчаний кар'єр, вирішили прокласти транспортерну лінію, аби нею відвантажувати за кілька кілометрів від місця видобутку мергель. Через цю лінію згодом не стало озера Вир, найкращих місцевих луків в урочищі Верховина, інших природних принад Вільшаниці. У планах було й розкопати могили та перепоховати останки деінде. Заходилися навіть втілювати свій задум. Але вільшаничани запротестували. Коли відповідні бригади під'їжджали до цвинтаря, починали бити церковні дзвони й люди просто з полів (була тепла пора року) бігли рятувати спокій своїх предків. За кілька днів протестів і влада, і тутешні жителі дійшли певної згоди: транспортерна лінія через цвинтар все-таки пройшла, звісно, постраждала деяка кількість могил, проте загалом кладовище існувало й надалі.
Закрили вільшаницький цвинтар наприкінці 1970-х років. Померлих стали ховати переважно в селищі Шкло. Коли взялися впроваджувати проект створення на території сірчаного кар'єру рекреаційної зони, 2004 року почали й перепоховання останків з цвинтаря у Вільшаниці на нове кладовище у Шклі. Але, схоже, деякі могили так і залишилися там, де з'явилися кількадесят, а то й понад сотню років тому. На місці цвинтаря було встановлено пам'ятний хрест, який засвідчує факт перепоховання. Він та ще кілька старих пам'ятників залишилися єдиними матеріальним підтвердженням існування села.

## Поетично про село
Селу Вільшаниця судилося зникнути з лиця землі, але воно назавжди залишиться в серці та спогадан вільшаничан.
Ось як у сімдесятих роках минулого століття писав у своїй поемі, присвяченій Вільшаниці, сірчаникам, відомий український поет Богдан Стельмах.
|  | Бринить село в долині вільгій Навпроти зір і хмар — одвіку. З весни тут квітнуть бурі вільхи — Предвічні стражі хат і вікон. |

Зараз село не бринить уже «в долині вільгій», тут не «заірже коняка добра», як і «псисько для годиться» не гавкне. І навіть не знайдете, «наче виклик», гнізд лелек. Усе вимерло. Як і менші села та хутори, що були територіально пов'язані з Вільшаницею: Тараньки, Зозулі, Шоти, Баджеґи, Велика та Мала Толоки, Гноєнець, Загрушка…
Гори, що з'явилися на яворівській рівнинній землі від так званих породних відвалів, поглинули не лише чудові озера Сльоза, Вир, річку Гноєнець, а й прекрасні луки.

## Персоналії
1943 року у Вільшаниці кілька місяців проживав Юрій Липа — видатний український письменник, лікар, громадський діяч.
У с. Вільшаниця народився український журналіст Микола Шот, автор книжок «Тихий смуток душі» (2003) та «На пагорбі долі» (2013).